# Cachipo (Punceres)
Pour les articles homonymes, voir Cachipo.
Cachipo est l'une des deux divisions territoriales et statistiques et l'unique paroisse civile de la municipalité de Punceres dans l'État de Monagas au Venezuela. Sa capitale est Cachipo.